# Kharilaos Vasilakos
Kharilaos Vasilakos (en griego: Χαρίλαος Βασιλάκος; El Pireo, noviembre de 1875-Atenas, 1 de diciembre de 1964) fue un atleta griego y el primer hombre en ganar una carrera de maratón. También ganó una medalla de plata en los Juegos Olímpicos de Verano de 1896 en Atenas.

## Biografía
Vasilakos nació en El Pireo, Grecia. Su padre Michael Vasilakos era de la región de Mani y sirvió en el ejército. Era el mayor de tres hermanos y su padre murió cuando tenía catorce años. De joven estudió Derecho en la Universidad de Atenas y trabajó en el tribunal de primera instancia de Atenas. Fue socio del club deportivo Panellinios y un deportista dedicado al running.

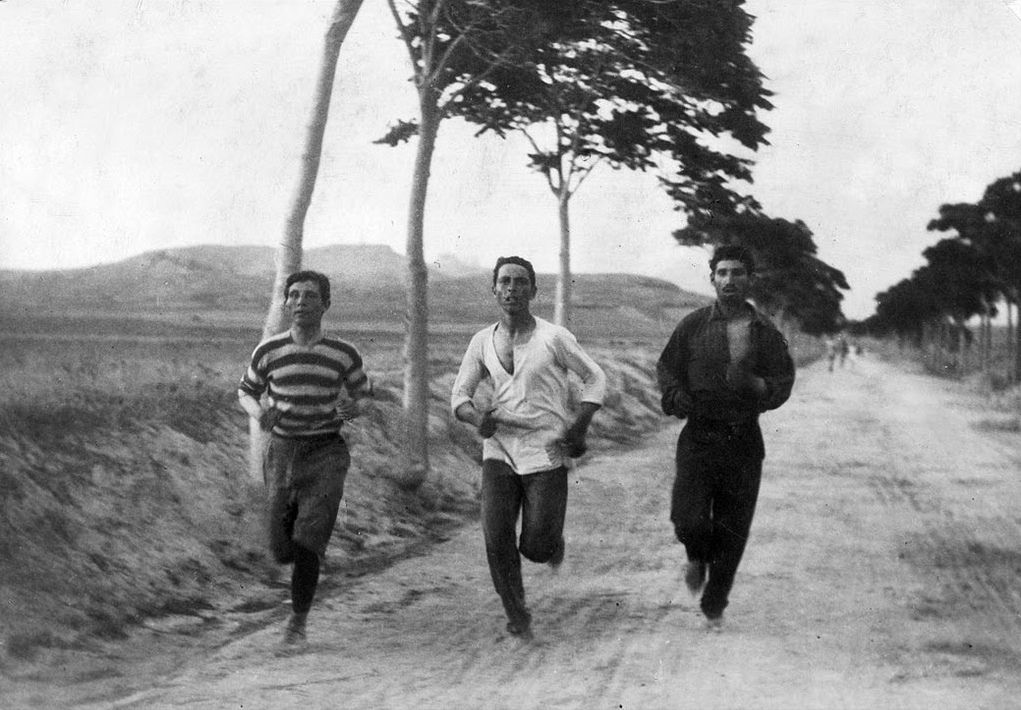
Vasilakos en el medio, corredores de maratón en entrenamiento, 1896.

El 22 de marzo de 1896, Grecia celebró los primeros Juegos Panhelénicos modernos. El objetivo principal de los juegos era seleccionar el equipo que competiría en los primeros Juegos Olímpicos modernos ese mismo año. Todos los participantes eran miembros de clubes deportivos griegos. Vasilakos tenía fama de ser un fuerte corredor de largas distancias. Ganó la carrera de maratón con un tiempo de 3 horas y 18 minutos.
Vasilakos fue uno de los diecisiete atletas que comenzaron la carrera olímpica el 10 de abril de 1896. Terminó en segundo lugar, detrás de Spiridon Louis, con un tiempo de 3:06.03 como uno de los nueve finalistas. Ambas carreras se disputaron en recorridos de 40 kilómetros en lugar de los 42,195 kilómetros habituales.
Después de los Juegos Olímpicos, Vasilakos ayudó a establecer y participó en la marcha atlética en Grecia. En 1900 ganó la primera carrera griega de 1000 metros a pie y participó en varias carreras entre 1900 y 1906.
Vasilakos continuó con su carrera en Derecho y llegó a ser director de aduanas en el Ministerio de Finanzas griego. Tenía reputación de honestidad e integridad. En 1960 el rey Pablo I de Grecia le concedió la Cruz de Oro de la Orden del Fénix. Las carreras de maratón anuales en Olimpia conmemoran a Vasilakos. Se casó con una mujer llamada Helen. Murió en Atenas en 1964.
El libro de 2011 titulado Ο Χαρίλαος Βασιλάκος και η αμφιλεγόμενη πρωτιά του Σπύρου Λούη, que se traduce del griego al Kharilaos Vasilakos y el controvertido liderazgo de Spyros Louis, presenta una biografía de Vasilakos y carteles que desafían los resultados de la carrera olímpica de 1896.